# Vertep (teatro)

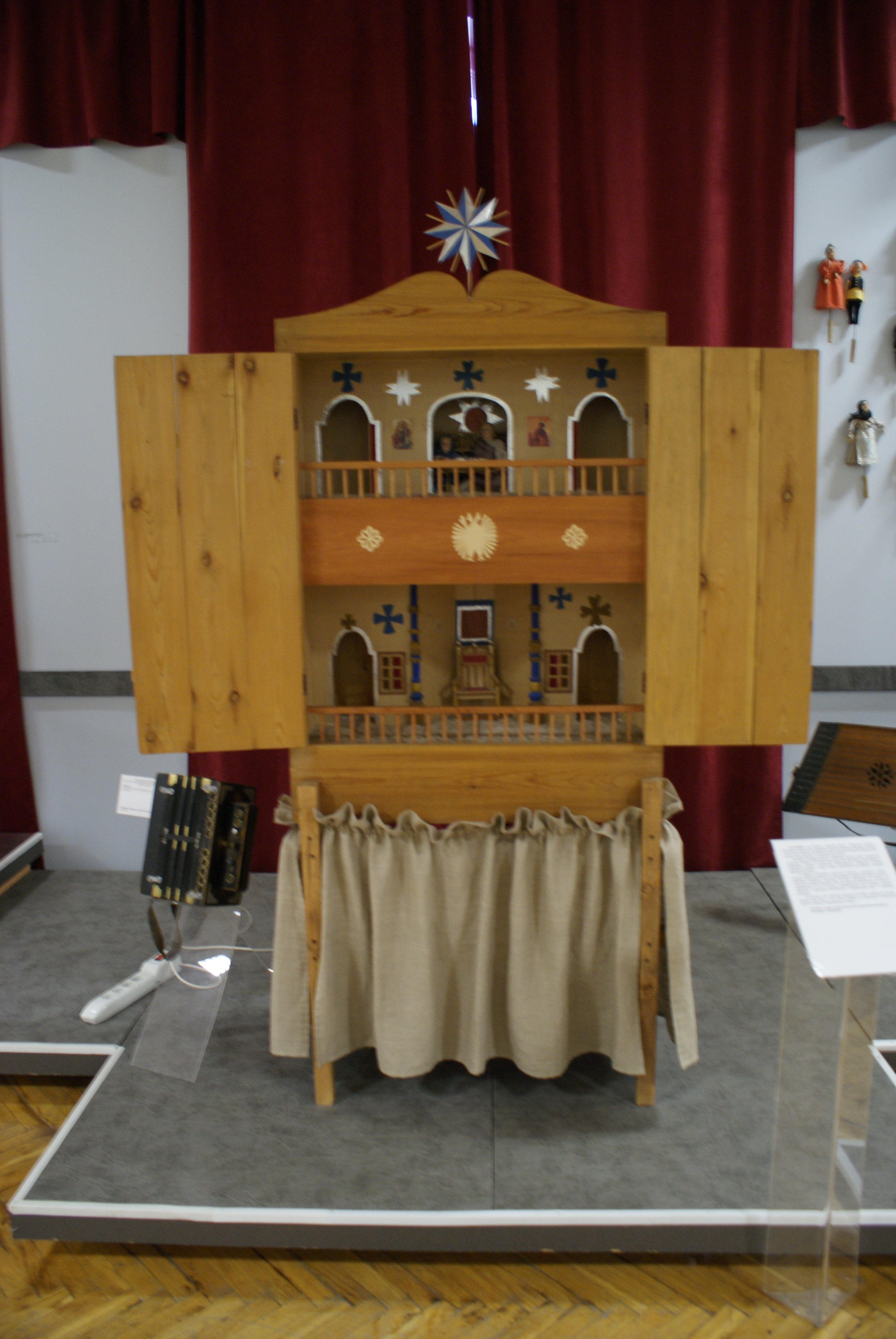
Una batlejka bielorussa corrispondente locale del vertep

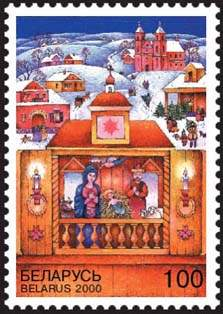
Una batlejka o vertep in un francobollo bielorusso

Il vertep (in cirillico: вертеп) è un teatro di marionette del periodo natalizio tipico soprattutto dell'Ucraina, ma popolare anche in Bielorussia (dove è conosciuto come batlejka) e in alcune zone della Russia (Siberia e regione di Pskov) e le cui origini risalgono al XVII secolo-fine XVI secolo . La tradizione consiste nel portare per le strade un teatrino di marionette in cui vengono rappresentate scene della Natività e leggende legate ad eroi nazionali.
Popolare soprattutto nella seconda metà del XVIII secolo , la tradizione cadde in disuso a partire dalla metà del XIX secolo , ma è stata fatta rivivere nel XX secolo, ma con degli attori in carne ed ossa al posto delle marionette.

## Etimologia
Vertep è un termine dell'antico slavo che significa "caverna", "grotta" o "luogo segreto". Secondo alcuni studiosi, deriverebbe invece dal verbo vertet', che significa "ruotare".

## Descrizione dell'usanza
Il vertep veniva portato per le strade di campagna da studenti, che in cambio ricevevano delle mance o venivano invitati ad entrare nelle case, oppure da attori o menestrelli.
Il vertep aveva solitamente la forma di un edificio ed era costituito da due piani, su cui venivano messi in movimento dei burattini in legno.
La rappresentazione, solitamente accompagnata da musicisti, era costituita da due atti: nel primo atto, inscenato nel piano superiore del teatrino, venivano rappresentati i vari eventi relativi alla Natività (dalla Nascita di Gesù, all'adorazione dei pastori e dei Re Magi, sino alla Strage degli Innocenti)  o legate alla Bibbia (come la cacciata dal Paradiso di Adamo ed Eva ), mentre nel secondo atto, inscenato nel piano inferiore, venivano narrate le vicende di eroi nazionali (come Kozak in Ucraina).
Il numero delle marionette poteva variare da 10 a 40. Tra le figure tipiche, vi erano angeli, pastori, i Re Magi, Erode, il demonio, zingari, soldati russi, ecc.
|  |